# Embraer EMB 120
Embraer EMB 120, »Brasília« är ett 2-motorigt propellerflygplan som byggdes i 354 exemplar av Embraer och flög första gången 1983, produktionen lades ner 2002. Många regionala flygbolag flyger med planet och år 2010 flög fortfarande 195 stycken EMB 120.